# Moon Tycoon
Moon Tycoon é um jogo de construção de cidades para computador lançado em 2001 pela Anarchy Enterprises. É baseado na criação de uma cidade Lunar. Apresenta semelhanças com o Sim City que na época era 2D.

## O Jogo
Moon Tycoon apresenta 3 campanhas para passar, cada uma com sua própria história colocada ao redor do ano 2021.
- Campanha 1 - A Terra passa por uma crise energética global, e a única coisa para parar com isso é um minério precioso chamado Hélio-3, que só pode ser encontrado na Lua.
- Campanha 2 - A crise energética é longa, mas a competição começa a aquecer as corporações como uma batalha pela dominação da lua.
- Campanha 3 - A Humanidade faz ainda outro salto quando começa a próxima fase da exploração do espaço: a colonização do cinturão de asteróides além de Marte.

Cada campanha tem dez níveis para jogar através de cada um com níveis variados de dificuldade. Todas as três campanhas compõem uma história maior, de modo que só pode ser jogado em ordem e começando com o primeiro. Há também um modo seguro, onde você pode definir o dinheiro de partida, tipo de terreno, a quantidade de minério e de vida médio de construção, mas também permite que você selecione a lua ou asteróide.
O menu construir mostra os diferentes tipos de estruturas disponíveis para a construção. Estes edifícios são divididos em diferentes categorias: Residência e Hospital, Turismo, Investigação, Recompensas (ganhou por objectivos diferentes), utilitário e Indústria.

## Estruturas
- Centro de Controle - O primeiro prédio a ser construido é um pré-pedido de todos os edifícios. Você pode criar apenas um e ele fornece os valores de base dos recursos para começar a colônia.

## Disastres
Os desastres podem acontecer por conta própria ou ser provocado pelo jogador, o modo de catástrofes permite uma maior dificuldade. Mesmo o modo de desastres desligado podem ocorrer nas campanhas, como parte do enredo.
- Solar Flare
- Moon Quake - terremoto
- Meteor Shower - Chuva de meteoros

Entre muitos outros (são 16 desastres)